# Jean Claude Eugène Péclet
Jean Claude Eugène Péclet (Besançon, 10 febbraio 1793 – Parigi, 6 dicembre 1857) è stato un fisico francese.
Péclet è, nel 1812, uno dei primi studenti dell'École Normale Supérieure di Parigi ed ha come professori Gay-Lussac e Dulong. Nel 1816 viene eletto professore al Collegio di Marsiglia ed insegna fisica sino al 1827. Dopo essere stato nominato maître de conférences alla Scuola Normale, ritorna a Parigi.
Nel 1829 diventa professore di fisica all'École Centrale des Arts et Manufactures, che viene fondata dall'uomo d'affari Alphonse Lavallée, da Péclet, e da altri tre scienziati, Philippe Benoît, Jean-Baptiste Dumas e Théodore Olivier. 
Il suo stipendio è di 3000 franchi all'anno, più una quota dei profitti di questa scuola di ingegneria privata.
Nel 1840 Péclet diviene ispettore generale dell'istruzione pubblica.
A lui è dedicato il gruppo adimensionale detto numero di Péclet.

## Opere

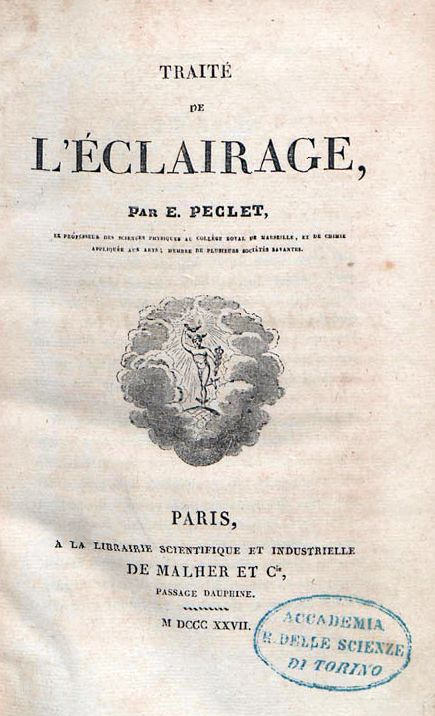
Traité de l'éclairage, 1827

A seguire l'elenco delle opere con link alla versione scansionata in lingua originale:
- Traité de l'éclairage  (De Malher et Cie, Paris, 1827)
- Traité élémentaire de physique. Tome premier (Hachette, Paris, 1838)
- Traité élémentaire de physique. Tome second  (Hachette, Paris, 1838)
- Traité élémentaire de physique.  Planches (Hachette, Paris, 1838)
- Traité de la chaleur considérée dans ses applications. (Masson, Paris, 1861, 3rd edition)
- Traité de la chaleur considérée dans ses applications. Tome premier (Masson, Paris, 1878, 4th edition)
- Traité de la chaleur considérée dans ses applications. Tome deuxième (Masson, Paris, 1878, 4th edition)
- Traité de la chaleur considérée dans ses applications. Tome troisième  (Masson, Paris, 1878, 4th edition)
- Traité complet des propriétés, de la préparation et de l'emploi des matières tinctoriales  by J. Ch. Leuchs with revisions by J. C. E. Péclet (De Malher et Cie, Paris, 1829)